# Stenaelurillus guttiger
Stenaelurillus guttiger là một loài nhện trong họ Salticidae.
Loài này thuộc chi Stenaelurillus. Stenaelurillus guttiger được Eugène Simon miêu tả năm 1901.